# Clarias nieuhofii
Clarias nieuhofii е вид лъчеперка от семейство Clariidae. Видът не е застрашен от изчезване.

## Разпространение и местообитание
Разпространен е във Виетнам, Индонезия (Калимантан, Суматра и Ява), Камбоджа, Малайзия (Западна Малайзия и Саравак), Сингапур, Тайланд и Филипини.
Обитава крайбрежията на сладководни басейни, реки и потоци.

## Описание
На дължина достигат до 50 cm.